# Eternidad (novela de Alyson Noël)
Eternidad es la primera novela de la saga Inmortales. De género fantástico, abarca temas como el amor, la amistad y la magia. Escrita por Alyson Noël y publicada en 2009. Se ha mantenido durante veinticinco semanas en la lista de libros juveniles de The New York Times Bestsellers.

## Reseña
Desde que un horrible accidente acabó con las vidas de los padres y la hermana de Ever, la protagonista es capaz de oír los pensamientos de las personas que la rodean, tiene el don de ver sus «auras» (halo de luz propio de cada persona) y descubrir su pasado con sólo tocarles la piel. Además, se comunica con el espíritu de su hermana Riley, que la visita cuando menos se lo espera estando sola. 
Tras unos meses de asimilación de lo que le ha sucedido, Ever, quien ya no es la chica popular que era en su anterior vida, se muda a vivir con su tía Sabine y entra en un nuevo instituto donde pronto se gana la fama de «chica rara». Sólo tiene dos amigos, Haven y Miles, pero todo cambia cuando un chico nuevo se incorpora a su clase: se llama Damen y pronto atrae la atención de las demás chicas, que intentan captar su interés. Ever, como siempre, se mantiene al margen, pero, para su sorpresa, cuando Damen la mira por primera vez a los ojos, le trasmite una sensación especial, indescriptible, casi mágica. Damen no tiene aura y además, cuando se acerca a ella, interrumpe la corriente de pensamientos ajenos que la atormentan. Con el paso de los días, y, a pesar de negárselo a sus amigos y a sí misma, Ever no puede evitar enamorarse de él… Sin siquiera saber en realidad quién es.

### Personajes
- Ever Bloom: antes del accidente, Ever era la típica estudiante popular sin demasiadas preocupaciones, sociable, animadora y conocida por todos. Pero tras la muerte de sus padres y su hermana, se muda con su tía y se vuelve cerrada, con poca conversación y esconde su rostro bajo las capuchas de sus sudaderas por culpa de sus nuevos poderes. Intenta evitar oír los pensamientos de los demás, por lo que en cada capucha lleva cosido un pequeño bolsillo para meter su iPod y escuchar música sin ser molestada. Es capaz de percibir el color del aura de las personas, pudiendo oír sus pensamientos y descubrir su pasado con solo rozarles. Le encanta hablar con el fantasma de su hermana fallecida, Riley. Pero cuando conoce a Damen, el chico nuevo y misterioso, se da cuenta de que siente una gran atracción hacia él, no solo por su encanto, sino también porque no es capaz de leer sus pensamientos o ver su aura, y de olvidarse de sus molestos poderes cuando está cerca de él ya que él es inmortal.

- Damen Auguste: es el chico nuevo en el instituto y el primer Inmortal. Su padre creó un elixir que le convertiría en inmortal para siempre. Nada más conocer a Ever, se enamora de ella sin pararse a pensar en las consecuencias. Vida tras vida, las reencarnaciones de Ever mueren en extraños accidentes, por lo que Damen empieza a perder la esperanza hasta que Ever vuelve a aparecer. Damen tiene acceso a Summerland, el lugar dónde prevalecen las almas de aquellos que no han logrado cruzar al otro lado.

- Sabine: es la tía de Ever. Tiene a su cargo un bufete de abogados; adopta a la protagonista y la lleva a vivir con ella nada más morir sus padres. Ever siente que estorba en la vida de su tía, y que la está privando de su libertad. No se atreve a contarle nada de lo que le ocurre por miedo a que la tome por loca.

- Riley Bloom: es la hermana pequeña de Ever, y a los doce años muere junto a sus padres en el accidente. Es capaz de comunicarse con su hermana y aparecer cuando ésta menos se lo espera. Con personalidad espontánea, intenta ayudar a Ever en todo lo que puede. Espía las vidas de los antiguos amigos de Ever y de algunos famosos.

- Drina Auguste: era la esposa de Damen y una de las primeras Inmortales. Piensa que es superior a todo el mundo. Está enamorada de Damen e intenta recuperarle. Asesina de forma cruel las diferentes reencarnaciones de Ever. Intenta hacer ver a Damen que ella le quiere, que está equivocado con Ever, y que no debe tener compasión por los humanos. Ever la mata en la segunda pelea.

- Ava: es una médium con menos poderes que Damen o Ever. También puede leer los pensamientos de la gente pero con menos precisión y ver las almas de los muertos. En la fiesta de Halloween intenta convencer a Riley de que cruce al otro lado pero falla.

- Haven: es una de las mejores amigas de Ever. Se fija en Damen nada más llegar y le pide a Ever que no intente nada con él, pero se da cuenta de que no puede luchar contra lo imposible y acaba por rendirse en sus intentos de conquistar a Damen, por lo que se vuelve en contra de Ever. Damen la salva de un intento de asesinato por parte de Drina, quien crea un plan para acabar con Ever.

- Miles: es el otro único amigo de Ever en el instituto. Es gay y la mayoría del tiempo está tonteando con chicos con su sidekick. Aconseja bien a Ever y siente una gran atracción hacia Holt.

## Adaptación cinematográfica
La escritora, Alyson Nöel, comunicó no hace mucho en su web oficial que los derechos cinematográficos de su saga "THE IMMORTALS" (conocida en España como Saga Inmortales) y de su serie de libros sobre Riley Bloom habían sido adquiridos por Summit Entertainment, la misma empresa encarga de traer películas como Crepúsculo a la gran pantalla.
Hace tiempo que se hablaba de la saga sobre Riley Bloom, la cual se inicia en Radiance, cuyo centro de atención en esta historia es la hermana fantasma (Riley) de la protagonista de los libros de Eternidad, Ever.
También hay que añadir que hace un año o dos se comunicó que habría también una serie de televisión puesto que la autora había vendido sus derechos a Spring Creek Productions y Warner Horizon. Pero, de momento, no se ha vuelto a saber nada.